# Pius Cantate

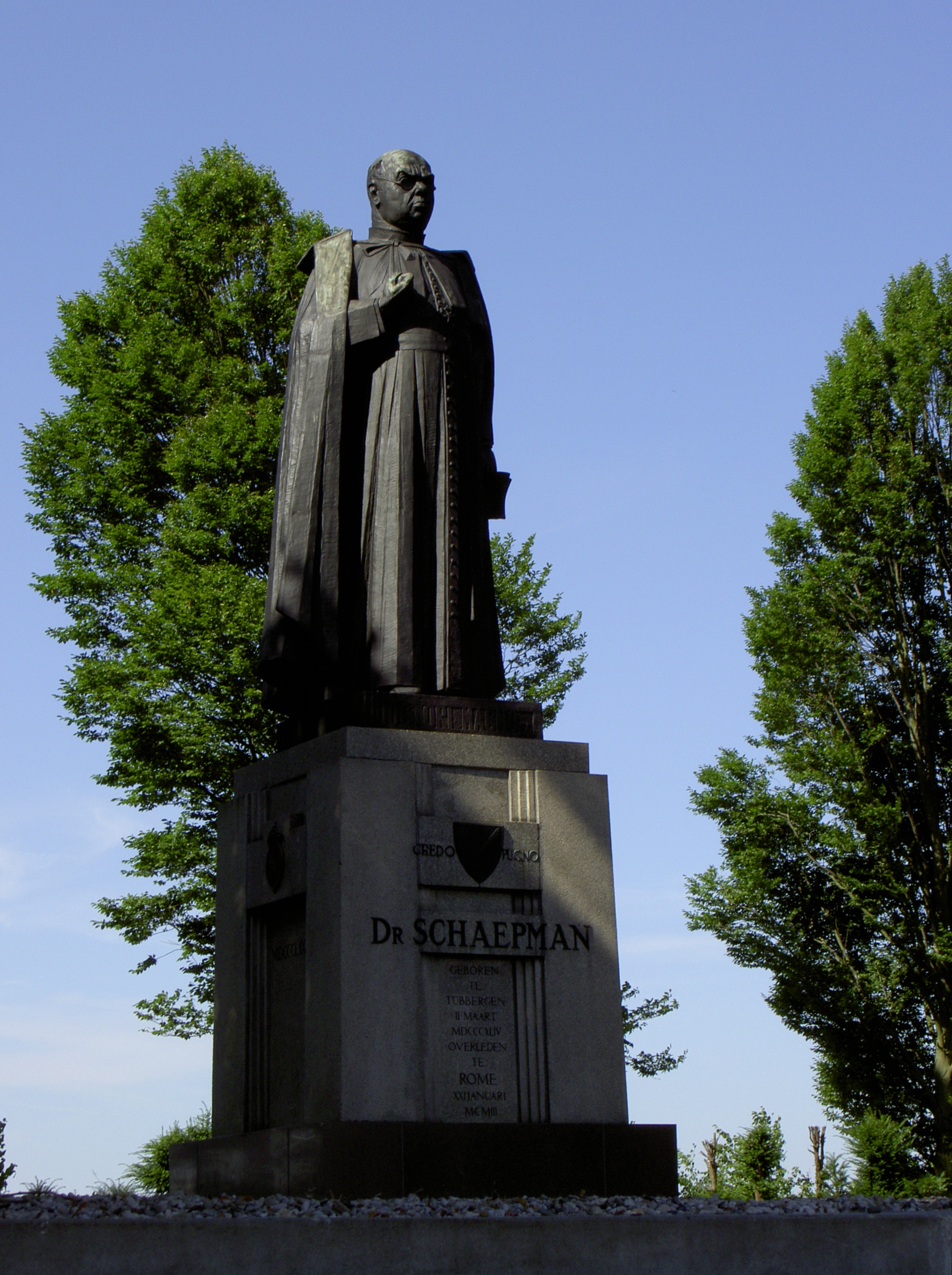
Standbeeld van Schaepman in Tubbergen

De Pius Cantate is een cantate op tekst van de Nederlandse priester-dichter-politicus Herman Schaepman en op muziek van Johannes Verhulst. Het stuk werd door Schaepman in 1871 geschreven om een door hem georganiseerde park meeting in Amsterdam op te luisteren. Deze bijeenkomst had tot doel een massale steunbetuiging te zijn aan paus Pius IX die even daarvoor zijn Kerkelijke Staat had verloren aan het eenheidsstreven van de Italiaanse staten. De bijeenkomst werd gehouden nabij de parkschouwburg in Amsterdam - officieel ter ere van het vijfentwintigjarig jubileum van Pius' pontificaat - en werd inderdaad zeer druk bezocht. De bijeenkomst geldt als de eerste massale bijeenkomst van katholieken in Nederland na het herstel van de bisschoppelijke hiërarchie in 1853.
Het laatste deel van de cantate, Aan U, o Koning der eeuwen, waarmee aanvankelijk door Schaepman enkel de paus werd bedoeld, werd later een populaire hymne in katholiek Nederland, die nog steeds ten gehore gebracht wordt tijdens de viering van het hoogfeest van Christus Koning, op de laatste zondag van het kerkelijk jaar.

## Voetnoot
1. ↑  SCHAEPMAN, Herman Johan Aloijsius Marie (1844-1903)